# Società Ginnastica Gallaratese 1949-1950
Questa voce raccoglie le informazioni riguardanti la Società Ginnastica Gallaratese nelle competizioni ufficiali della stagione 1949-1950.

## Rosa
| N. |                   | Ruolo | Calciatore        |
| -- | ----------------- | ----- | ----------------- |
|    | Italia (bandiera) | A     | I. Bardelli       |
|    | Italia (bandiera) | C     | Umberto Boniardi  |
|    | Italia (bandiera) | A     | A. Brena          |
|    | Italia (bandiera) | P     | Fernando Casirago |
|    | Italia (bandiera) | A     | F. Colombo        |
|    | Italia (bandiera) | A     | T.L. Colombo      |
|    | Italia (bandiera) | C     | G. Cortellezzi    |
|    | Italia (bandiera) | A     | G. Galbersanini   |

| N. |                   | Ruolo | Calciatore        |
| -- | ----------------- | ----- | ----------------- |
|    | Italia (bandiera) | C     | A. Marelli        |
|    | Italia (bandiera) | D     | P. Messenzani     |
|    | Italia (bandiera) | C     | A. Puricelli      |
|    | Italia (bandiera) | C     | B. Romita         |
|    | Italia (bandiera) | D     | Mario Simontacchi |
|    | Italia (bandiera) | C     | D. Triulzi        |
|    | Italia (bandiera) | A     | G. Veneri         |